# Servion
Servion es una comuna suiza del cantón de Vaud, situada en el distrito de Lavaux-Oron. Limita al norte con la comuna de Ferlens, al este con Auboranges (FR), al sureste con Essertes, al sur con Forel (Lavaux), al suroeste con Savigny y Montpreveyres, y oeste con Mézières.
Desde el 1 de enero de 2012 incluye el territorio de la antigua comuna de Les Cullayes. La comuna hizo parte hasta el 31 de diciembre de 2007 del distrito de Oron, círculo de Oron. 